# Les Santes Puelles (Talteüll)
Les Santes Puelles era un antic poble del Rosselló (Catalunya Nord), en el territori de l'actual comuna de Talteüll.
Estava situat a ponent i a prop del poble de Talteüll. En l'actualitat només hi roman, tot i que totalment refeta i tal vegada canviada d'emplaçament, la capella de les Santes Puelles.